# 아일린 우즈
아일린 우즈(영어: Ilene Woods, 1929년 5월 5일 ~ 2010년 7월 1일)는 미국의 배우이다. 만화 영화 신데렐라에서 신데렐라의 목소리를 맡았다.
2010년 7월 1일 알츠하이머병으로 세상을 떠났다.